# Анмас
Анмас (фр. Annemasse) насеље је и општина у источној Француској у региону Рона-Алпи, у департману Горња Савоја која припада префектури Сен Жилијен ан Женвоа.
По подацима из 2011. године у општини је живело 32.657 становника, а густина насељености је износила 6557,63 становника/km². Општина се простире на површини од 4,98 km². Налази се на средњој надморској висини од 433 метара (максималној 504 m, а минималној 399 m).

## Демографија
| 1962.  | 1968.  | 1975.  | 1982.  | 1990.  | 1999.  | 2011.  |
| ------ | ------ | ------ | ------ | ------ | ------ | ------ |
| 13.814 | 17.166 | 23.384 | 26.204 | 27.669 | 27.253 | 32.657 |

График промене броја становника у току последњих година